# Horseball

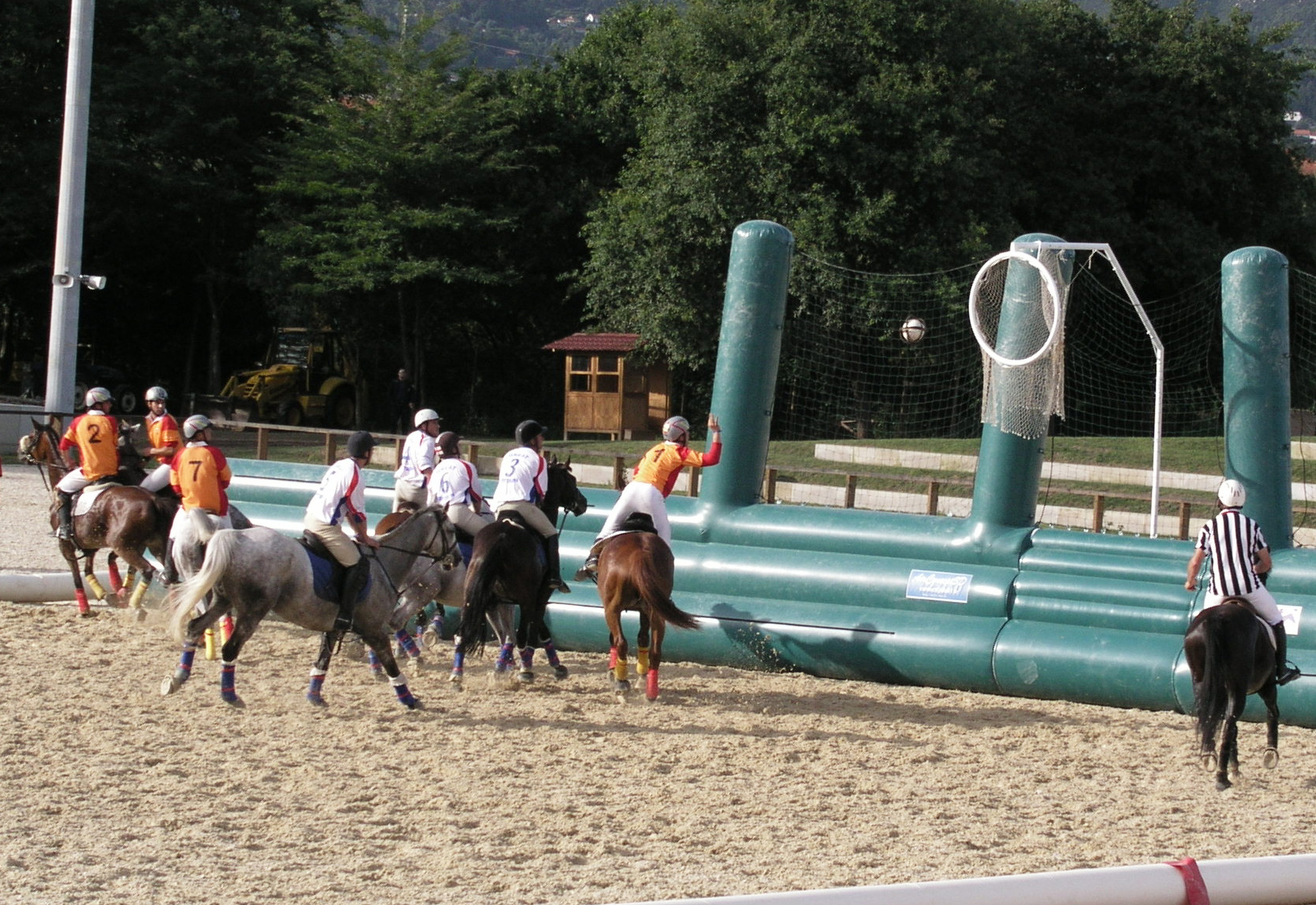
VM 2008, Spanien - England

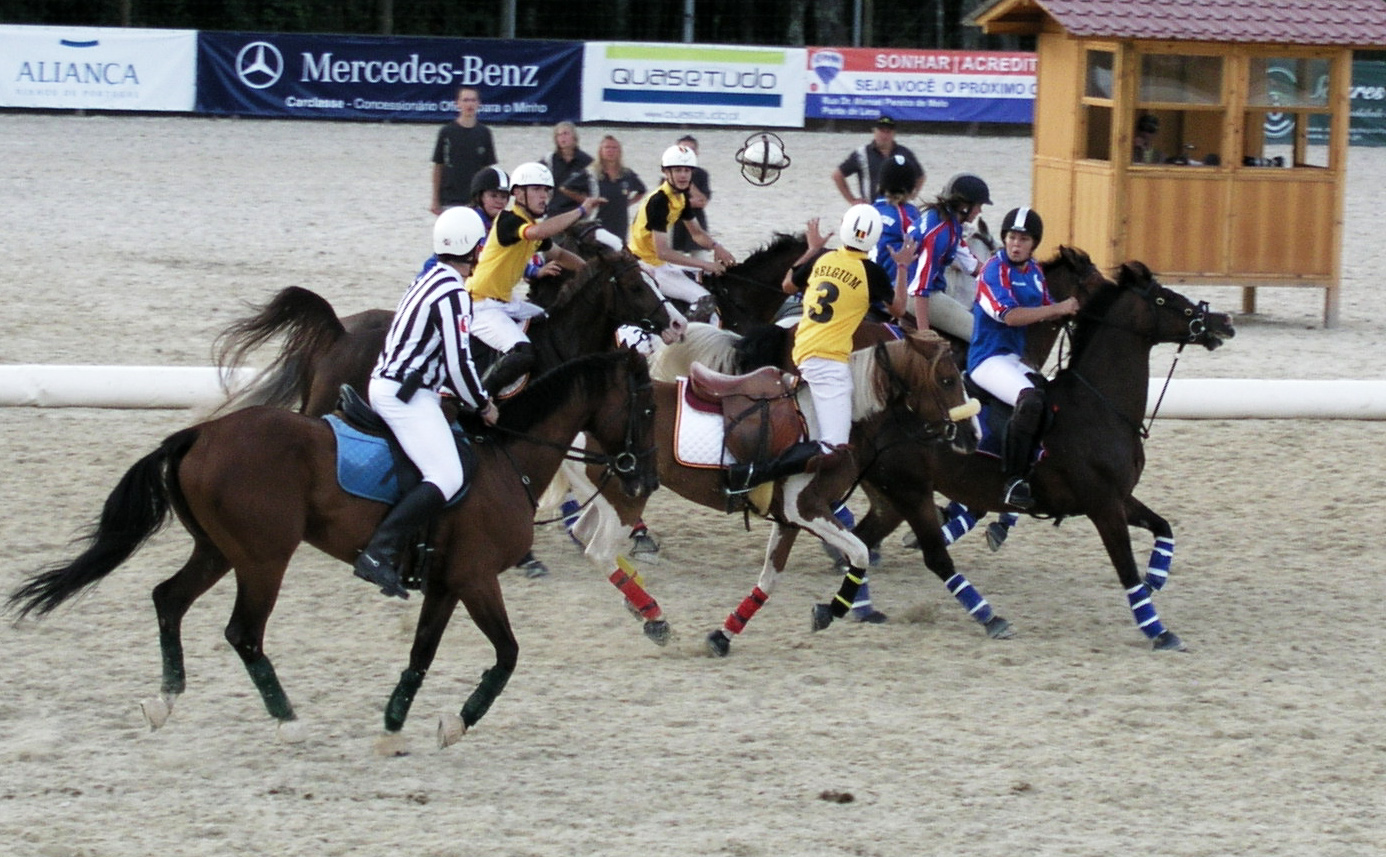
EM 2008, Belgien - England,
juniorer under 16

Horseball, eller hästboll och hästbasket som det även kallas, är en relativt ny ridbollsport som har sitt ursprung i den franska militärens ridträning i perioden mellan världskrigen. Sporten går till precis som vanlig basket, men deltagarna sitter till häst och bollen är försedd med handtag. 

## Historia
Att spela basket till häst tog sin utformning i Frankrike redan 1936. Horseball var då en benämning på Argentinas nationalsport kallat Pato, som var en bollsport till häst. Sporten introducerades år 1936 i Frankrike av Captain Clave, som var en berömd fransk hoppryttare under 1930-talet. Dock förändrades reglerna något, bland annat storleken på bollen. 
Dock skulle sporten aldrig ta någon fart i Frankrike och istället användes tekniken som träning inom franska arméns ridträning. Sporten skulle inte komma tillbaka förrän sent på 1970-talet. Många av ridlärarna under den här tiden var före detta militärer som hade lärt sig sporten under sin egen träning. Denna teknik spred sig ganska snabbt, då det franska ridsportförbundet letade efter möjligheter att få in nytänkande i de franska ridskolorna. De letade efter en teknik som var billig och lätt för ridskolorna att anordna. Att använda en boll som hjälpmedel blev snart en teknik som spreds vidare över Frankrike och som senare utvecklades till en officiell sport. 
Den första matchen i Horseball anordnades 1977 av Jean-Claude Gast och Pascal Marry. Sporten var då fortfarande en adaption av den argentinska Paton. Först under 1980-talet var sporten utvecklad till det den är idag och det officiella namnet blev istället Horseball. Sedan 1992 har 8 länder deltagit i European Horse Cup och Horseball ingår även som sport under Ponny-EM varje år. 
1999 startades FIHB (International Horseball Federation) som är ett förbund som är anslutet till FEI.  (Internationella Hästsportförbundet). Idag är sporten fortfarande ganska ovanlig men utövas över hela världen, då främst fortfarande i Frankrike, men även i Tyskland och Brasilien.
2008 hölls första världsmästerskapet i Ponte de Lima i Portugal, samtidigt med 5:e europamästerskapet för kvinnor och 5:e europamästerskapet för ungdom under 16 år. Antalet deltagande länder var 12, 5 respektive 6 länder. Segrare blev Frankrike (VM och EM kvinnor) och Spanien (EM ungdom under 16).

## Spelet

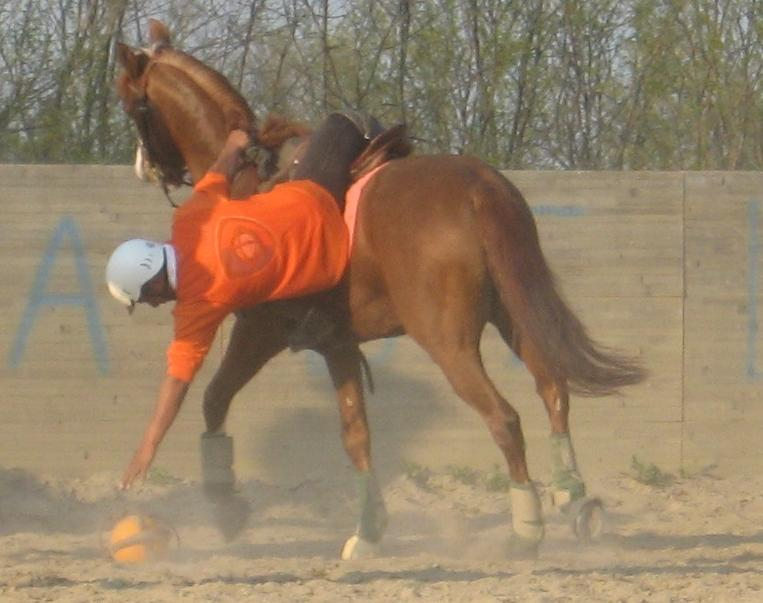
Ramassage

Horseball är en lagsport som spelas på en rektangulär bana som är mellan 60 och 75 meter lång och 20–30 meter bred. Det mest använda måttet är dock 65×25 meter. Banan är även utrustad med linjer för straff och även ett säkerhetsområde, där avbytarna håller till. På båda kortsidor av planen finns det mål i form av en något basketliknande nätkorg cirka 3,5 meter upp i luften. Korgarna är ungefär 1 meter i omkrets. Både spelarna och domaren sitter till häst. Spelarna passar en boll med sex handtag i läder, som är något mindre än en traditionell basketboll, mellan sig inom laget och ska försöka göra mål i motståndarnas korg. 
Varje lag har sex spelare, men enbart fyra av dessa är ute på planen, medan två är avbytare. Det är även tillåtet att spela med enbart tre spelare om detta är nödvändigt. Spelarna får inte hålla bollen i mer än tio sekunder och måste ha passat minst tre gånger inom laget till tre olika spelare utan att tappa bollen innan de får göra försök till giltigt mål. Under hela speltiden får ryttarna aldrig sätta en fot i marken. Matcherna är tjugo minuter långa och är uppdelade i två halvlekar på 10 minuter med paus på tre minuter emellan.

## Hästarna
Horseball är tufft och fartfyllt med tacklingar på galopperande hästar som måste kunna fortsätta springa rakt fram, trots att ryttarna ibland hänger på sned i sadeln. Detta är bland det tuffaste som finns för hästar då en ryttare även använder sin vikt för att styra hästarna och hästarna måste då veta skillnaden mellan en medveten vikthjälp eller när ryttaren försöker ta en passning. Hästarna måste även vara minst fyra år gamla och får enbart delta i en match per dag. 
Vilken häst som helst är egentligen lämplig för horseball, men utövare av sporten brukar främst använda sig av fullblodshästar som är snabba och smidiga. Dock brukar de franska spelarna föredra inhemska franska, och lite mer robusta hästar än spelare på internationell nivå. 

## Horseball i Sverige
I Sverige premiärvisades sporten under Stockholm horse show 2006. Det finns förhoppningar om att det i Sverige skall locka fler killar att börja och fortsätta rida.